# Jackie Gibson
Henry Alfred Gibson, ps. Jackie (ur. 31 marca 1914 w Johannesburgu, zm. 15 stycznia 1944 niedaleko Eshowe) – południowoafrykański lekkoatleta i żołnierz.
Był synem Henry'ego A. Gibsona i Jean F. Gibson. 
W 1936 wystąpił na igrzyskach olimpijskich, na których zajął 8. miejsce w maratonie z czasem 2:38:04,0.
W 1938 został brązowym medalistą igrzysk Imperium Brytyjskiego (ob. igrzyska Wspólnoty Narodów) w maratonie z czasem 2:38:20. Na tych samych zawodach był jeszcze szósty w biegu na 6 mil.
Trzykrotnie zwyciężał w mistrzostwach kraju w maratonie (1935, 1937 i 1939).
Swój najlepszy w karierze wynik w biegu maratońskim – 2:30:45 uzyskał w 1937. Wynik ten był wówczas rekordem kraju, a także rekordem Wspólnoty Brytyjskiej.
Służył w 25 Dywizjonie South African Air Force. Miał rangę porucznika. Zginął w katastrofie samolotu Lockheed B-34 Ventura II #6026, który rozbił się o wzgórze niedaleko Eshowe w złych warunkach pogodowych.
Pochowany na Stellawood Cemetery w Durbanie.
Na jego cześć w 1946 zainaugurowano Jackie Gibson Marathon. Jest to najstarsza impreza biegowa w Johannesburgu.